# استیه‌پان توماس
استیه‌پان توماس (کرواتی: Stjepan Tomas؛ زادهٔ ۶ مارس ۱۹۷۶) بازیکن فوتبال اهل کرواسی است.

## حرفه بین‌المللی
توماس در جام جهانی ۲۰۰۲ در ترکیب تیم ملی فوتبال کرواسی حضور داشت و در هر سه بازی مرحله گروهی پیش از حذف کرواسی بازی کرد. او همینطور در یورو ۲۰۰۴ در این ترکیب این تیم قرار داشت اما در هیچیک از بازی‌ها به میدان نرفت. او همچنین در سومین و آخرین بازی کرواسی در جام جهانی ۲۰۰۶ برای این تیم بازی کرد.